# Regenerativna poljoprivreda
Regenerativna poljoprivreda  je sustav poljoprivrednih principa i metoda čijom se primjenom uz proizvodnju poljoprivrednih proizvoda povećava bioraznolikost, plodnost tla, kruženje vode i pojačavaju usluge ekosustava.

## Ciljevi
Regenerativna poljoprivreda ima za cilj sekvestraciju atmosferskog ugljika u tlo i biomasu (pozitivno djelujući na trend štetne atmosferske akumulacije), povećanje bioraznolikosti proizvodnih agroekosustava, povećanje i održavanje plodnosti tla te uspostavljanje, održavanje i upravljanje ciklusima kruženja hranjiva, vode i organske tvari tla. Istovremeno nudi usporedive ekonomske učinke, otpornost na klimatsku nestabilnost te zdravlje i prosperitet za poljoprivrednu zajednicu. Zasnovana na desetljećima znanstvenog i primijenjenog istraživanja globalnih agrošumarskih, agroekoloških i permakulturalnih zajednica te Holističkom upravljanju proizvodnjom.

## Principi
Počiva na četirima principima:
1. Progresivno unaprijeđivanje cijelih agroekosustava[3] (tlo, voda i bioraznolikost)
2. Dizajniranje za kontekst specifičnih pojedinačnih planova uz Holističko upravljanje(Hollistic Mangement) koje ispunjava "svrhu" svakog poljoprivrednog gospodarstva.
3. Osiguravanje, razvoj i implementacija pravednih i recipročnih odnosa između svih sudionika sustava.
4. Kontinuirani rast, razvoj i evolucija pojedinaca, poljoprivrednih gospodarstava i zajednice.

## Tehnike / Metode
Principi se manifestiraju u različitim proizvodnim sustavima, kao što su:
- Intenzivno ekološko povrtlarstvo (Elliot Coleman, Charles Dowdig, J.M.Fortier, Curtis Stone, Neversink Farm, Ridgedale Permaculture Farm)
- Polikulturno voćarstvo (Food Forest, Mark Shepard- New Forest Farm, Permaculture Orchard – Sobkowiak; Miracle Farm, Ernst Götsch)
- Ekstenzivno stočarstvo (Joel Salatin, Allan Savory, Ridgedale Permaculture farm, Mark Shepard - New Forest Farm)
- "No-till" ratarstvo s pokrovnim usjevima i međuusjevima (Gabe Brown- Cover crop, Colin Seis – Pasture cropping)
- Ishrana bilja kompostom i kompostnim čajem, biomasom, bio-ugljenom i integracijom životinja - (Allan Savory, Elaine Ingham)
- Agrošumarstvo - međuredni pašnjaci u trajnim nasadima, međuredno ratarstvo u trajnim nasadima, vjetrobrani, žive ograde, obalni puferi (Riparian Buffer).
- Ekološko pčelarstvo
- Gljivarstvo na otvorenom
- Proizvodnja sirupa - (Javor, Breza)

## Sustavi
Uz regenerativnu poljoprivredu komplementarni sustavi su:
- Permakultura
- holističko upravljanje (holistic management)
- "soil food web" pristup ishrani bilja
- "Keyline Design" metode upravljanja krajolikom
- agrošumarstvo

## Citati
- "Regenerativna ekološka poljoprivreda poboljšava resurse koje koristi, umjesto da iste troši ili uništava. Ona predstavlja cjeloviti sustavan pristup poljoprivredi koji potiče kontinuirane inovacije na gospodarstvima, a u svrhu okolišnog, društvenog, ekonomskog i duhovonog blagostanja."  – Rodale Institute[4]

- Regenerativna poljoprivreda je bilo koja praksa, proces ili metoda upravljanja koja služi unaprijeđenju funkcioniranja temeljnih ekoloških ciklusa (energije, vode ili minerala) poticanjem bioloških funkcija.Drugim riječima, ona je bilo što što zemljište čini zdravijim iz godine u godinu. – Regenerative Agriculture Foundation[4]